# Антоненко-Давидович, Борис Дмитриевич
Бори́с Дми́триевич Антоне́нко-Давидо́вич (укр. Борис Дмитрович Антоненко-Давидович; 23 июля [4 августа] 1899, Засулье, Полтавская губерния — 9 мая 1984, Киев) — украинский советский писатель, переводчик, исследователь проблем развития и культуры украинского языка. Лауреат Национальной премии Украины имени Тараса Шевченко (1992, посмертно). Неоднократно и незаконно осужденный и репрессированный во время правления Брежнева Л. И. за свои взгляды и отказ от лжесвидетельства на суде.

## Биография
Родился в семье потомственного почетного гражданина Дмитрия Александровича Давидова в селе Засулье Роменского уезда. Детство провёл в Брянске. В 15-летнем возрасте потерял отца.
Окончил Ахтырскую гимназию (1917). Учился на физико-математическом факультете Харьковского университета, историко-филологическом факультете Киевского университета, которые не окончил в связи со сменой общественного строя и ухудшением материального состояния. Участвовал в гражданской войне 1918—1920 гг.: служил в рядах Запорожского корпуса (1918) и Армии УНР 1919 года. Занимал должность коменданта Мелитополя (1918). Возглавлял отдел образования Ахтырского района (1920-е годы).
Был членом Украинской коммунистической партии (УКП), секретарём Киевского губкома УКП. После ликвидации УКП ни к какой партии не принадлежал. Работал в отделе культуры редакции газеты «Пролетарская правда», затем был ответственным секретарём журнала «Глобус». Входил в литературную группу «Ланка» (МАРС). Участвовал в литературной дискуссии 1925—1927 годов.
После арестов 1933 г. и самоубийств Николая Хвылевого и Николая Скрипника выехал в Казахстан, где работал при государственном издательстве над антологиями казахской литературы на украинском языке и украинской литературы на казахском. Работа не была завершена.
5 января 1935 года арестован. По сфабрикованному делу приговорён к смерти за то, что отказывался русифицировать словари украинского языка в УССР. Высшую меру наказания заменили на 10 лет лагерей. Вины не признал.
Заключение отбывал в Сиблаге, Бамлаге (Урульга), во время войны находился в СИЗО Букачачлага, однако его дело пересмотрели и отправили в лагерную шахту. Работал землекопом и шахтёром, что существенно подорвало здоровье. Только перевод на более лёгкую работу — счетовода, бухгалтера, а впоследствии санитара и фельдшера — спас писателю жизнь. По окончании срока вернулся на Украину, однако в 1946 году вновь арестован и без суда лишён свободы. Осуждён на пожизненную ссылку в село Малоросейка Большемуртинского района Красноярского края.
В 1957 году вернулся в Киев. Реабилитирован, восстановлен в Союзе писателей. Работал редактором в журнале.
В 1960—1970-х поддерживал связи с творческой молодёжью из диссидентских кругов. Из-за отказа свидетельствовать на процессе В. Мороза испытал давление: его перестали печатать (то есть лишили возможности заработка), травили в прессе, на его квартире прошли обыски, в ходе которых были изъяты бумаги и печатная машинка.

Официально меня не покарали за отказ давать показания на суде, как того можно было ожидать, но неофициальные санкции уже начались: сняли в журнале «Украина» уже принятую к печати мою повесть «Завышенные оценки», не печатается в «Литературной Украине» продолжение моих заметок о языке «Тяжеловесные мелочи» и, наконец, не будет дополнительного тиража «Как мы говорим». Поэтому вряд ли смогу я в новом 1971 году «порадовать читателей новыми произведениями», как Вы мне желаете… Вообще, в литературе теперь установка — писать «производственные» и «колхозные» романы, до чего я никак не мастак. Ну, что же — придётся писать «для вечности», откладывая написанное в папку «Когда умру, прочитайте»…— Из письма к Д. Нитченко от 6 января 1971 г.

## Творчество

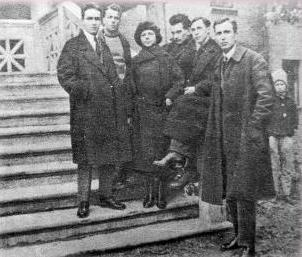
«Мастерская революционного слова». Слева направо: Борис Антоненко-Давидович, Григорий Косынка, Мария Галич, Евгений Плужник, Валерьян Пидмогильный, Тодось Осьмачка. Киев, улица Владимирская, 49, 1925 год

Писать начал ещё в гимназические годы. Первые публикации — в 1923 г. (рассказ «Последние два» и драма «Рыцари абсурда»).
Творческий путь Антоненко-Давидовича разделяют на два периода: первый — с 1923 по 1933 гг., второй — с 1957 по 1984 год.
Первый период составляют 14 книг, отдельные очерки, рецензии, заметки. Основные произведения: повести «Тук-тук» (1926), «Смерть» (1928), «Печать» (1930); сборник рассказов «Запылённые силуэты» (1925); книга репортажей «По украинской земле» (1930). Остались незавершёнными романы «Сечь-мать» и «Долг», судьба последнего неизвестна.
Ко второму периоду творчества относятся сборники репортажей «Збруч» (1959) и «В семье свободной, новой» (1960), роман «За ширмой» (1961), написанные «в стол» сборники «Сибирские новеллы» и «Завышенные оценки».
Издал языко- и литературоведческие труды: сборник статей «Что и как» (1962), «В литературе и вокруг литературы» (1964), литературно-критические и теоретические очерки «Издалека и вблизи» (1969), размышления о культуре украинского языка «Как мы говорим» (1970). Оставил воспоминания о С. Васильченко, Е. Плужнике, Б. Тенете, М. Рыльском, В. Сосюре, процессе СВУ. Перевёл на украинский язык роман Г. Ф. Квитки-Основьяненко «Пан Халявский».
Книга «Как мы говорим» получила одобрительную оценку в российском журнале «Вопросы литературы» и в журнале Польской Академии наук «Slavia orientalis» (1972 год). Станислав Рыхлицкий перевёл на польский язык роман «За ширмой» («Za parawanem», 1974), этот же роман переиздал в Австралии филиал ОУП «Слово», был подготовлен его перевод на английский язык.
Индивидуальный стиль Антоненко-Давидовича — ясный и точный. Как отметил Л. Бойко: «Автор сознательно избегает необычных сравнений или эффектных многословных фраз, чтобы невольно не отвлечь внимание читателя от сути повествования… Всё внимание художника сосредоточено на том, чтобы как можно экономнее и в то же время как можно точнее, полнее и отчётливее донести до читательского сердца и ума главную мысль, ведущую идею, пленить наше внимание предметом своего рассказа».

## Семья
- Первая жена — Вера Михайловна Баглий (1889 — после 1944), врач. Репрессирована.
  - Сын — Лев; умер от сепсиса в Киеве во время Второй мировой войны.
- Вторая жена — Наталья Иосифовна Карпенко (1900—1967), актриса.
  - Дочь — Ирина Голуб, российский филолог.
    - Внучка — Елена Давыдова-Харвуд, автор популярных книг «Английская свадьба» и «Испанские каникулы».
    - Внук — Голуб Александр Николаевич, военнослужащий, пенсионер.
- Третья жена — Ганна Антоновна Шемердяк (1927—1982). Происходила из Старого Самбора; репрессирована. Её дочь Ярина вместе с мужем, писателем Борисом Тимошенко, подготовили несколько посмертных изданий Антоненко-Давидовича. Сын Ярины, Богдан Тимошенко (р. 1976), в настоящее время — настоятель Храма Святого Великомученика Димитрия Солунского в с. Бузовая (Киевская область).
  - Сын — Евген (1954—1986).

### На русском языке
- Крылья Артёма Летучего // Свободные крылья: Литературно-художественный сборник, посвящённый сов. авиации / Под ред. Б. Антоненко-Давидович. — Алма-Ата — М.: Казкрайгиз, 1935. — 118, [2] с.
- Крылья Артёма Летуна: Рассказы / Пер. с укр. [З. Савадовой-Досвитной; Ил.: С. Петрунин]. — М.: Детгиз, 1963. — 95 с. Содерж.: Морозные кружева; Крылья Артёма Летуна; Ёлочные хлопушки; Гришка-разведчик; Золотой кораблик.
- Крылья Артёма Летуна: Рассказы, маленькая повесть / Пер. с укр. З. Досвитная-Савадова; [Ил.: С. Петрунин. — 2-е изд.]. — М.: Дет. лит., 1969. — 142 с. Содерж.: Рассказы: Морозные кружева; Крылья Артёма Летуна; Ёлочные хлопушки; Гришка-разведчик; Золотой кораблик; Слово матери: Повесть.
- Прочитайте после моей смерти… / Пер. с укр. и предисл. Я. Голуб; [худож. оформ.: И. Шутурма]. — Львов: Каменяр, 2002. — 275 с. Содерж.: Сизо; Куда девался Леваневский; Что есть истина?; Кто такой Иисус Христос?; Протеже дяди Васи; Встретились; «Конный милиционер»; Три чечена; Всё может быть; Кустарь-«одноночка»; Трилогия; Предтеча современных моржей; Свои дураки; Бывшие поляки; Счастье; Остановись, мгновенье, ты прекрасно!; Мёртвые не воскресают.